# Komolytalan komák
A Komolytalan komák (Super Fun Time) a South Park című rajzfilmsorozat 174. része (a 12. évad 7. epizódja). Elsőként 2008. április 23-án sugározták az Egyesült Államokban. Magyarországon 2009. április 24-én mutatta be a Comedy Central.
Az epizód cselekményének egyes elemeire nagy hatással volt a Drágán add az életed! című 1988-as akciófilm.

## Cselekmény
|  | Alább a cselekmény részletei következnek! |

Mr. Garrison osztálykirándulásra viszi diákjait egy olyan szabadtéri kiállításra, amely az 1864-ben élt amerikai pionírek életét mutatja be, valódi színészekkel (akik a nyitvatartási idő alatt sosem lépnek ki a szerepükből). Mr. Garrison arra kéri a gyerekeket, hogy válasszanak párt és fogják meg egymás kezét. Eric Cartmannel senki sem akar párba kerülni, ezért ő kénytelen lesz Butters mellé állni. A tanár közli Buttersszel, hogy ne engedje el Cartman kezét, míg vissza nem szállnak az iskolabuszba.
Eközben egy Franz nevű terrorista (aki rendkívül hasonlít a Drágán add az életed című film Hans Gruberére) és bandája kirabolnak egy Burger Kinget, aztán a pionírok falujában húzzák meg magukat. Stan, Wendy, Jimmy és Kyle két színésszel együtt (akik még ekkor sem esnek ki a szerepükből) egy iroda felé tartanak, hogy rendőri segítséget hívjanak. A rablók eközben találnak egy széfet, amit sehogy sem tudnak kinyitni. A szerepben maradó színészek sem segítenek nekik, akkor sem, mikor egyiküket lelövik.
Cartman és Butters még az események kezdete előtt megszöknek, egyenesen a közeli vidámparkba, és Butters még ez idő alatt sem engedi el Cartman kezét. Mikor visszamennek, látják, hogy a rendőrök is megjelentek, és azt hiszik, ez a szökésük miatt van. Úgy döntenek, visszaszöknek és úgy tesznek, mintha mindvégig ott lettek volna. Közben Franz már Kenny megölésével fenyegetőzik, így Stan kitalál valamit: ő is szerepbe kerül, és így próbálja kiszedni a pionírokból a széf kódját.
Cartman és Butters beszöknek, de az egyik terrorista észreveszi őket. Butters, aki még mindig nem engedi el Cartman kezét, a segítségével hatástalanítja a rájuk dobott kézigránátot és a gonosztevőt. Míg a többiek elmennek megnézni, hogy mi történt, Stan a velük egyedül maradó Franzra azt mondja, hogy ő is szerepben van: ő a falu gyilkosa. Eközben a rendőrök is megérkeznek, és ártalmatlanítják a terroristákat. Pontosan ebben a pillanatban lejár a munkaidő, és a pionírok, mintha eddig mi sem történt volna, kiesnek a szerepből. A nap végeztével a teljesen kimerült Butters jelenik meg Cartmannel, és felteszi őt a busszal, elégedetten, hogy elvégezte a feladatát.

### Ma is tanultunk valamit
A történet lényegét a túszejtő foglalja össze, amikor is kifejti hogy mennyire nem volt könnyű 1864-ben a mosás, és minden olyan tevékenység ami ma már természetes.

## Utalások
A gonosztevők kinézete utalás a Drágán add az életed! című filmre. A főnökük úgy néz ki, mint Hans Gruber.

## Külső hivatkozások
- Komolytalan komák Archiválva 2009. április 8-i dátummal a Wayback Machine-ben a South Park Studios hivatalos honlapon
- Komolytalan komák az Internet Movie Database oldalon (angolul)